# Ninni Bruschetta
Antonino Bruschetta, detto Ninni (Messina, 6 gennaio 1962), è un attore e scrittore italiano.

## Biografia

### Teatro
Nel 1983 fonda una sua compagnia teatrale, la Nutrimenti Terrestri, dedicandosi principalmente a soggetti di valenza sociale. Tra le sue regie, I carabinieri di Beniamino Joppolo (1993), Giulio Cesare di William Shakespeare, con Giampiero Cicciò nel ruolo di Marco Giunio Bruto (1998). Corruzione al Palazzo di giustizia di Ugo Betti (1999), Antonio e Cleopatra di Shakespeare (2001), Medea di Franz Grillparzer, con Anna Maria Guarnieri (2001), L'istruttoria - Atti del processo in morte di Giuseppe Fava di Claudio Fava, con Donatella Finocchiaro (2006).
Dal 1996 al 1999 è stato direttore artistico del Teatro Vittorio Emanuele II di Messina. Nel 2012 ha messo in scena L'ufficio di Giacomo Ciarrapico e Mattia Torre. Nel 2016 ha debuttato al Teatro Menotti di Milano con Amleto di William Shakespeare, con Angelo Campolo nel ruolo del titolo. Nel 2017 ha messo in scena Il giuramento di Claudio Fava. Nel 2022-2023 va in scena con La misteriosa fiamma della regina Loana, con Viola Graziosi. Nella stagione 2023-2024 debutta in 1984 di George Orwell per la regia di Giancarlo Nicoletti e con Violante Placido.

### Cinema e TV
Distinguendosi per il suo accento siciliano, al cinema ha lavorato a film come La vita che vorrei di Giuseppe Piccioni, Il giudice ragazzino di Alessandro Di Robilant, L'uomo in più di Paolo Sorrentino, Mio fratello è figlio unico di Daniele Luchetti, mentre in televisione ha recitato in diverse fiction, tra le quali Paolo Borsellino di Gianluca Maria Tavarelli, Il generale Dalla Chiesa di Giorgio Capitani e Aldo Moro - Il presidente. Dal 2007 al 2011 ha interpretato il personaggio di Duccio Patanè, un direttore della fotografia cocainomane, nella serie televisiva Boris e nella sua trasposizione cinematografica Boris - Il film. Dal 2009 al 2010 ha interpretato in Squadra antimafia - Palermo oggi il ruolo di Alfiere, poliziotto valoroso che muore nella seconda serie.
Nel 2010 ha interpretato il commissario Cavaterra ne Lo scandalo della Banca Romana, a fianco di Giuseppe Fiorello e Vincent Pérez. Inoltre è apparso in episodi di alcune fiction molto popolari quali Don Matteo o Distretto di Polizia. Dal 2011 è Salvatore Lobascio nella serie televisiva Fuoriclasse. Nel 2012 è nel cast de La moglie del sarto per la regia di Massimo Scaglione.
Nel giugno 2016 entra nel cast secondario di Un posto al sole, soap opera in cui ricopre il ruolo di Gualtiero Valle. Nel 2017 invece è tra i protagonisti della commedia di Max Nardari La mia famiglia a soqquadro.
Nel 2022 è tornato ad interpretare il ruolo di Duccio Patané nel revival della serie televisiva Boris.

### Letteratura
Nel 2010 ha pubblicato il libro Sul mestiere dell'attore edito da Bompiani, con una prefazione di Franco Battiato.
Nel febbraio 2016 è uscito il suo secondo libro, edito da Fazi e intitolato Manuale di sopravvivenza dell'attore non protagonista.

## Filmografia

### Cinema
- La gentilezza del tocco, regia di Francesco Calogero (1987)
- Visioni private, regia di Ninni Bruschetta e Francesco Calogero (1989)
- Caldo soffocante, regia di Giovanna Gagliardo (1991)
- Ladri di futuro, regia di Enzo Decaro (1991)
- Libera, regia di Pappi Corsicato (1993)
- Il giudice ragazzino, regia di Alessandro Di Robilant (1994)
- I buchi neri, regia di Pappi Corsicato (1995)
- Fiabe metropolitane, regia di Egidio Eronico (1997)
- Prima del tramonto, regia di Stefano Incerti (1999)
- I cento passi, regia di Marco Tullio Giordana (2000)
- Lupo mannaro, regia di Antonio Tibaldi (2000)
- L'uomo in più, regia di Paolo Sorrentino (2001)
- Perdutoamor, regia di Franco Battiato (2003)
- I cinghiali di Portici, regia di Diego Olivares (2003)
- Il dio della pioggia, regia di Angelo Amoroso D'Aragona (2004)
- Il siero della vanità, regia di Alex Infascelli (2004)
- Agente matrimoniale, regia di Christian Bisceglia (2006)
- Mio fratello è figlio unico, regia di Daniele Luchetti (2007)
- La casa sulle nuvole, regia di Claudio Giovannesi (2009)
- Le ombre rosse, regia di Citto Maselli (2009)
- Cosa voglio di più, regia di Silvio Soldini (2010)
- Boris - Il film, regia di Giacomo Ciarrapico, Mattia Torre, Luca Vendruscolo (2011)
- Passannante, regia di Sergio Colabona (2011)
- Senza arte né parte, regia di Giovanni Albanese (2011)
- To Rome with Love, regia di Woody Allen (2012)
- È nata una star?, regia di Lucio Pellegrini (2012)
- Come non detto, regia di Ivan Silvestrini (2012)
- La moglie del sarto, regia di Massimo Scaglione (2012)
- Viva l'Italia, regia di Massimiliano Bruno (2012)
- Buongiorno papà, regia di Edoardo Leo (2013)
- Aspirante vedovo, regia di Massimo Venier (2013)
- La mafia uccide solo d'estate, regia di Pif (2013)
- La trattativa, regia di Sabina Guzzanti (2014)
- La terra dei santi, regia di Fernando Muraca (2015)
- Quo vado?, regia di Gennaro Nunziante (2016)
- I siciliani, regia di Francesco Lama – documentario (2016)
- Quel bravo ragazzo, regia di Enrico Lando (2016)
- Come diventare grandi nonostante i genitori, regia di Luca Lucini (2016)
- Omicidio all'italiana, regia di Maccio Capatonda (2017)
- La mia famiglia a soqquadro, regia di Max Nardari (2017)
- Il vegetale, regia di Gennaro Nunziante (2018)
- Tu mi nascondi qualcosa, regia di Giuseppe Loconsole (2018)
- Tuttapposto, regia di Gianni Costantino (2019)
- Appena un minuto, regia di Francesco Mandelli (2019)
- Cosa sarà, regia di Francesco Bruni (2020)
- Querido Fidel, regia di Viviana Calò (2021)
- Gli anni belli, regia di Lorenzo d'Amico de Carvalho (2022)
- Spaccaossa, regia di Vincenzo Pirrotta (2022)
- Quando, regia di Walter Veltroni (2023)
- Io e mio fratello, regia di Luca Lucini (2023)
- In fuga con Babbo Natale, regia di Volfango De Biasi (2023)
- Il paese dei jeans in agosto, regia di  Simona Bosco Ruggeri (2023)
- Ricchi a tutti i costi, regia di Giovanni Bognetti (2024)
- Prophecy, regia di Jacopo Rondinelli (2024)

### Televisione
- La squadra – serie TV (2002)
- Paolo Borsellino, regia di Gianluca Maria Tavarelli – miniserie TV (2004)
- Distretto di Polizia – serie TV, episodio 5x05 (2005)
- R.I.S. - Delitti imperfetti – serie TV, episodio 2x01 (2006)
- Don Matteo – serie TV, episodi 5x16-8x14 (2006-2011)
- Attacco allo Stato, regia di Michele Soavi – miniserie TV (2006)
- Joe Petrosino, regia di Alfredo Peyretti – miniserie TV (2006)
- Crimini – serie TV (2006)
- Boris – serie TV (2007-2010, 2022)
- Eravamo solo mille – miniserie TV (2007)
- Il generale Dalla Chiesa, regia di Giorgio Capitani – miniserie TV (2007)
- L'ultimo padrino, regia di Marco Risi – miniserie TV (2008)
- Aldo Moro - Il presidente, regia di Gianluca Maria Tavarelli – miniserie TV (2008)
- Squadra antimafia - Palermo oggi – serie TV, 10 episodi (2009-2010)
- Lo scandalo della Banca Romana, regia di Stefano Reali – miniserie TV (2010)
- Fuoriclasse – serie TV (2011-2015)
- La donna della domenica, regia di Giulio Base – miniserie TV (2011)
- Il segreto dell'acqua – serie TV (2011)
- Distretto di Polizia 11 – serie TV, 14 episodi (2011-2012)
- Camera Café (quinta stagione) – sitcom, episodio L'ultima katana (2012)
- Mai per amore, regia di Margarethe von Trotta – miniserie TV (2012)
- Trilussa - Storia d'amore e di poesia, regia di Lodovico Gasparini – miniserie TV (2013)
- Rossella – serie TV (2013)
- L'assalto, regia di Ricky Tognazzi – film TV (2014)
- Gli anni spezzati - Il commissario, regia di Graziano Diana – miniserie TV (2014)
- Le mani dentro la città – serie TV (2014)
- Ragion di Stato, regia di Marco Pontecorvo – miniserie TV (2015)
- Questo è il mio paese, regia di Michele Soavi – miniserie TV (2015)
- Il candidato - Zucca presidente – serie TV, 1 episodio  (2015)
- Il sistema – serie TV, 3 episodi (2016)
- Romanzo siciliano, regia di Lucio Pellegrini – miniserie TV (2016)
- Un posto al sole – serial TV (2016)
- Lampedusa - Dall'orizzonte in poi, regia di Marco Pontecorvo – miniserie TV (2016)
- L'isola di Pietro – serie TV (2017)
- Paolo Borsellino - Adesso tocca a me, regia di Francesco Micciché – docufilm (2017)
- Immaturi - La serie – serie TV (2018)
- Liberi sognatori - A testa alta, regia di Graziano Diana – film TV (2018)
- La linea verticale – serie TV (2018)
- I bastardi di Pizzofalcone – serie TV (2018-2023)
- La stagione della caccia - C'era una volta Vigata, regia di Roan Johnson – film TV  (2019)
- Non ho niente da perdere, ciclo Purché finisca bene, regia di Fabrizio Costa – film TV (2019)
- Made in Italy – serie TV (2019)
- Come una madre, regia di Andrea Porporati – miniserie TV (2020)
- La concessione del telefono - C'era una volta Vigata, regia di Roan Johnson – film TV (2020)
- Le indagini di Lolita Lobosco – serie TV (2021-2024)
- Cops - Una banda di poliziotti 2 – serie TV (2021)
- Il nostro generale – serie TV (2023)
- I leoni di Sicilia – serie TV, episodio 5 (2023)
- Màkari – serie TV, episodio 3x03 (2024)
- L'effetto Dorothy, regia di Valerio Attanasio – miniserie TV (2024)
- Viola come il mare 2 – serie TV (2024)
- Il patriarca (seconda stagione) – serie TV, 5 episodi (2024)
- Le indagini di Lolita Lobosco – serie TV, 3 stagioni (2021-2024)

## Opere
- Sul mestiere dell'attore, Milano, Bompiani, 2010, ISBN 9788845266362.
- Manuale di sopravvivenza dell’attore non protagonista, Roma, Fazi Editore, 2016, ISBN 9788876258473.
- L’officiante. Considerazioni sul mestiere dell’attore e sulla sua funzione sociale, Milano, Luni Editrice, 2023, ISBN 9788879848602.